# Thái Diễn Minh
Thái Diễn Minh (tiếng Trung: 蔡衍明; bính âm: Cài Yǎnmíng; sinh năm 1957) là một doanh nhân người Đài Loan, Chủ tịch Hội đồng quản trị công ty đồ ăn nhanh Want Want China. Năm 2017, ông là tỷ phú giàu nhất tại Đài Loan.

## Đầu đời
Thái Diễn Minh sinh năm 1957, tại khu Đại Đồng, Đài Bắc, là con trai của Tsai A-Shi - người sáng lập một doanh nghiệp thịt cá đóng hộp vào năm 1962.

## Sự nghiệp
Ông Thái tiếp nối cha mình trong vai trò Chủ tịch HĐQT công ty Want Want năm 1987.
Theo tạp chí Forbes của Mỹ, Thái Diễn Minh có giá trị tài sản ròng đạt 5,9 tỷ đô la, tính đến tháng 1 năm 2017.
Với vai trò phi chính trị gia, ông lại hoạt động vô cùng tích cực về mặt chính trị. Ông mạnh mẽ ủng hộ sự nghiệp thống nhất Trung Quốc và Đài Loan. Năm 2012, ông từng phát biểu rằng "sự nghiệp thống nhất sẽ diễn ra sớm hay muộn".

## Đời tư
Ông hiện sống tại Thượng Hải, Trung Quốc. Con trai lớn của ông là Kevin Tsai tham gia điều hành đế chế truyền thông của gia đình trong lĩnh vực đài truyền hình và báo chí. Con trai nhỏ Matthew Tsai (Tsai Wang-Chia, sinh năm 1984) là Giám đốc điều hành của Want Want China. Ông Thái Diễn Minh là một tín đồ Phật giáo.